# Чернігівська агломерація
Чернігівська агломерація — Агломерація з центром у місті Чернігів. Населення — 407,5 тисяч осіб (2001 рік). Площа — 3591 км². Густота населення — 113,5 осіб/км².
Головні чинники створення й існування агломерації: культурний та адміністративний центр області, місто обласного підпорядкування, залізничний вузол, митниця, «спальні райони» працівників ЧАЕС уздовж залізниці Чернігів-Неданчичі-Семиходи, зокрема м. Чернігів і Славутич.
У складі (на 2001 рік):
- місто Чернігів — 299,0 тисяч осіб, 79 км²,
- місто Славутич — 24,5 тисяч осіб, 21 км²,
- Чернігівський район — 61,5 тисяч осіб, 2547 км²,
- Куликівський район — 22,5 тисяч осіб, 944 км².